# Estrategia de mercadotecnia
Hay dos caras de la mercadotecnia: la mercadotecnia estratégica y la mercadotecnia operativa. 
La mercadotecnia estratégica es el elemento que define y encuadra las líneas maestras de comunicación y comercialización de la empresa, para aprovechar las oportunidades del mercado.
Traza los objetivos y los caminos que luego deberán seguir las tácticas de mercadotecnia (mercadotecnia operativa) en aras de lograr un mayor resultado con la menor inversión y esfuerzo, definiendo el posicionamiento de la empresa frente al mercado elegido para ser destinatario de las acciones de comunicación y venta. 
Dentro de desarrollo de la estrategia de mercadotecnia se integran actividades como:
- Conocer las necesidades (problemas) y deseos actuales y futuros de los clientes,
- Identificar diferentes grupos de posibles consumidores y prescriptores en cuanto a sus gustos y preferencias o segmentos de mercado.
- Valorar el potencial e interés de esos segmentos, atendiendo a su volumen, poder adquisitivo, competencia o grado de apremio en querer resolver el problema o colmar el deseo.
- Definir el "Avatar" o "buyer persona".
- Teniendo en cuenta las ventajas competitivas de la empresa, orientarla hacia oportunidades de mercado, desarrollando un plan de mercadotecnia periódico con los objetivos de posicionamiento buscados.

La mercadotecnia operativa es la puesta en práctica de la estrategia de mercadotecnia y del plan periódico a través de las variables de mercadotecnia mix: producto, precio, promoción y punto de venta o distribución. 

Las estrategias de mercadotecnia están ligadas al modelo de negocio, reconociendo factores de su estructura como el mercado, la distribución y la marca. Las herramientas del modelo de negocio como el modelo Business Life por Santiago Restrepo, Fluid minds por Patrick St. y Business model generation por Alexander Osterwalder, generan operaciones dinámicas para accionar respuestas estratégicas de mercadeo.

 "La innovación, el espíritu empresarial y la disrupción no tienen que ver con el genio creativo" ,

dice A. Osterwalder explicando la necesidad de patrones de modelos de negocios.